# DDR-Badmintonmeisterschaft 1964
Die DDR-Badmintonmeisterschaft 1964 fand vom 2. bis zum 3. Mai 1964 in Berlin statt. Es war die 4. Austragung der Titelkämpfe.

## Medaillengewinner
| Disziplin    | Gold                                                | Silber                                                         | Bronze                                      |
| ------------ | --------------------------------------------------- | -------------------------------------------------------------- | ------------------------------------------- |
| Herreneinzel | Gottfried Seemann (Aktivist Tröbitz)                | Klaus Katzor (Aktivist Tröbitz)                                | Klaus Basdorf (Post Berlin)                 |
| Dameneinzel  | Rita Gerschner (Aktivist Tröbitz)                   | Ruth Preuß (Post Berlin)                                       | Beate Herbst (HSG DHfK Leipzig)             |
| Herrendoppel | Gottfried Seemann Erich Wilde (Aktivist Tröbitz)    | Hartmut Münch Klaus Basdorf (Post Berlin)                      | Hans Abraham Udo Berger (EBT Berlin)        |
| Damendoppel  | Rita Gerschner Annemarie Seemann (Aktivist Tröbitz) | Ruth Preuß Jutta Benzmann (Post Berlin)                        | Beate Herbst Sabine Neye (HSG DHfK Leipzig) |
| Mixed        | Gottfried Seemann Rita Gerschner (Aktivist Tröbitz) | Joachim Schimpke Annemarie Richter (Motor IFA Karl-Marx-Stadt) | Hartmut Münch Ruth Preuß (Post Berlin)      |